# Gradež
Gradež je naselje v Občini Velike Lašče.